# Electric Lady Studios
Gli Electric Lady Studios sono degli studi di registrazione fondati da Jimi Hendrix nel 1970, siti nel Greenwich Village di New York, al 52 West Eighth Street. Sono i più antichi studi di registrazione, ancora in funzione, della città.

## Storia

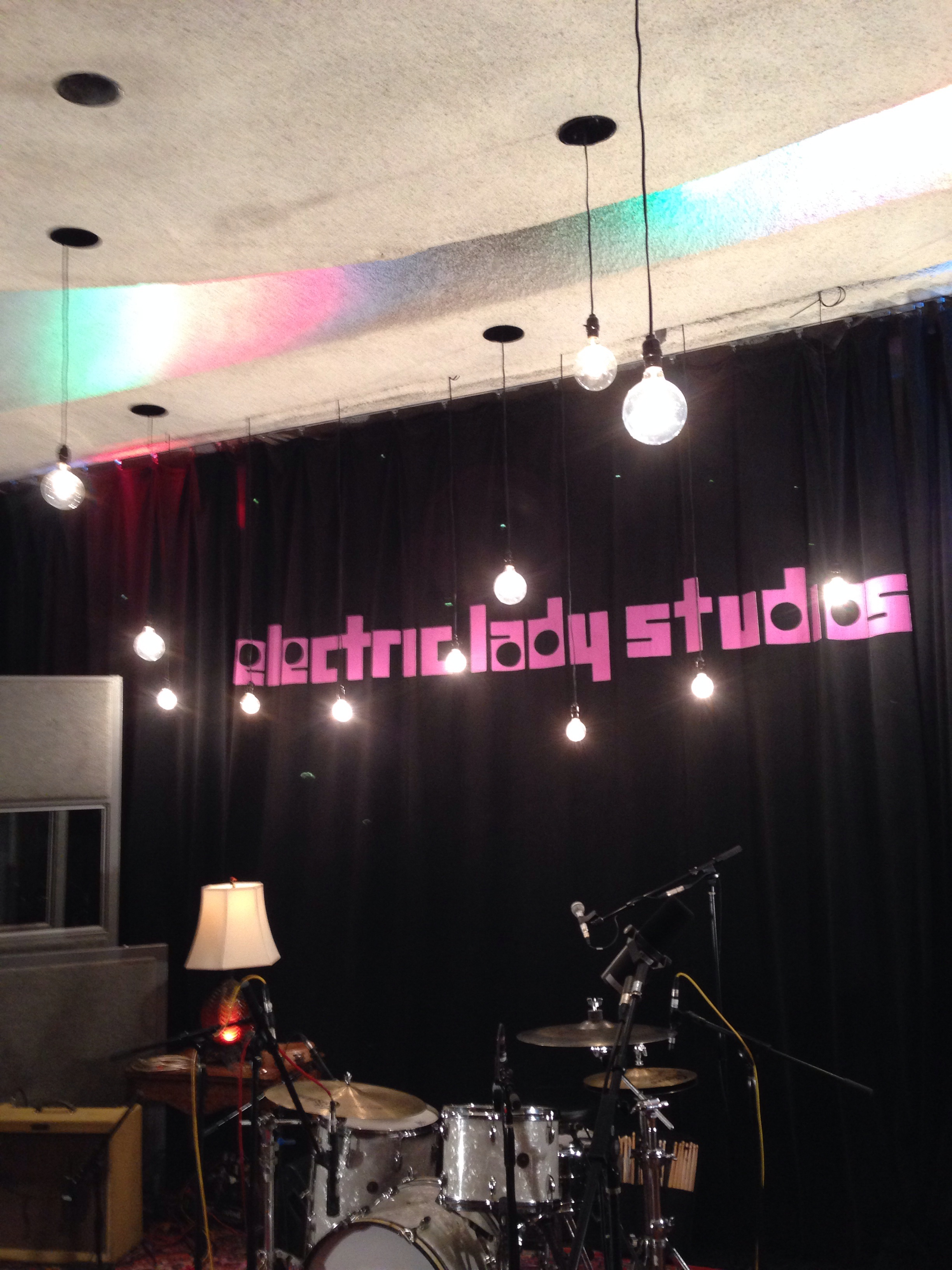
L'interno dello studio A nel 2014

La realizzazione degli studi fu molto complessa e determinò un ingente sforzo economico. Tra i maggiori ostacoli, vi furono il fatto che il sito era posto sopra ad un fiume sotterraneo. Progettati dall'architetto John Storyk, gli studios furono realizzati per venire incontro alle esigenze di Jimi Hendrix. Furono realizzate delle finestre circolari ed un impianto di illuminazione multicolore. Lo scopo era quello di creare un ambiente rilassante idoneo per stimolare la creatività dell'artista e, nello stesso tempo, un luogo professionale. L'artista Lance Jost dipinse gli ambienti in stile psichedelico.

## Registrazioni celebri
Tra gli artisti che hanno registrato i propri album in questi studi, troviamo: 
- I Rolling Stones utilizzarono lo studio per la registrazione di parte dell'album Black and Blue[4], Emotional Rescue[5] e parte dell'album Some Girls.[6]
- Lou Reed ha registrato nello studio gli album Sally Can't Dance e Coney Island Baby.
- David Bowie ha registrato qui, con la collaborazione di John Lennon, il brano Fame e una cover di Across the Universe dei Beatles, contenuti nell'album Young Americans. Inoltre vi ha mixato il suo ultimo album, Blackstar.
- Stevie Wonder ha registrato l'album Music of My Mind.
- Peter Frampton ha realizzato nello studio l'album Frampton's Camel.
- I Kiss hanno registrato qui gli album Destroyer, Dynasty e Asylum.
- Patti Smith ha utilizzato lo studio per registrare l'album di debutto Horses.
- I Led Zeppelin hanno registrato qui gli album Houses of the Holy e Physical Graffiti.
- I Voidoids hanno registrato qui l'album Blank Generation.
- Gli Chic hanno registrato qui il loro album di debutto omonimo e l'album Risqué.
- I Blondie hanno registrato l'album Eat to the Beat.
- I Clash registrarono nello studio parte degli album Sandinista! e Combat Rock.
- Billy Idol ha registrato l'album Rebel Yell.
- I Public Image Ltd. hanno registrato nello studio il loro album del 1986, Album.
- Gli AC/DC hanno mixato qui il loro album del 1980 Back in Black.
- I The Roots si sono avvalsi di questo studio per la registrazione di: Things Fall Apart, Phrenology e The Tipping Point.[1]
- Gli Alice in Chains missarono il loro album omonimo del 1995.[7]
- I Run-DMC hanno registrato qui parte del loro album Tougher Than Leather.
- I Weezer hanno registrato nello studio l'album di debutto omonimo.
- I Bad Brains hanno registrato l'album God of Love.
- D'Angelo ha registrato qui l'album Voodoo.
- Santana ha registrato l'album Supernatural.
- I Depeche Mode hanno registrato in questo studio l'album Exciter.
- Moby ha registrato qui l'album Hotel.
- I Guns N' Roses hanno registrato l'album Chinese Democracy.
- Lana Del Rey ha registrato qui l'album Ultraviolence.[8]
- John Mayer ha utilizzato lo studio per realizzare parte dell'album Born and Raised.
- I Daft Punk hanno registrano nello studio il brano Get Lucky in collaborazione con Nile Rodgers.
- Gli U2 hanno registrato l'album Songs of Innocence. Molte tracce furono registrate nello studio A, mentre venne utilizzato lo studio D per il missaggio.[9]
- Mark Ronson ha registrato qui parte dell'album Uptown Special.
- Jovanotti ha registrato in questo studio numerose tracce dell'album Lorenzo 2015 CC.
- Adele ha mixato qui il suo album 25.
- Frank Ocean ha registrato qui parte dell'album Blond.
- Lorde ha registrato e composto qui, insieme al produttore Jack Antonoff, gran parte dell'album Melodrama.
- St. Vincent ha registrato e composto qui numerosi brasi dell'album Masseduction, prodotto da Jack Antonoff.
- David Garrett ha registrato qui nel 2015, fra gli altri, l'arrangiamento per violino del singolo di David Guetta Dangerous.
- Céline Dion ha registrato in questo studio una cover di Wicked Game con Chris Isaak.
- Taylor Swift ha registrato qui parte del suo settimo album Lover e suo decimo album Midnights.
- I Brecker Brothers hanno qui registrato il loro album del 1976 Back to back.
- Giordana Angi ha registrato qui parte del suo primo album Voglio Essere Tua.